# Head Like a Hole
«Head Like a Hole» (también conocido como «Halo tres») es el segundo sencillo de Nine Inch Nails para el álbum de 1989 Pretty Hate Machine.
"Head Like a Hole" fue la primera canción de Nine Inch Nails en adquirir popularidad,[cita requerida], gozando, en su momento, de mucha rotación en las radios.

## Video musical
El video musical fue realizado para el remix "Clay" de esta canción. Dirigido por Eric Zimmerman, se editó en marzo de 1990 y, más tarde, en el VHS de 1997 Closure.  
El video se hizo popular en MTV y contribuyó al éxito temprano de la banda. Una versión ligeramente diferente del video fue editada para el remix que Flood hizo de esta canción. 
Muestra a Trent Reznor, Richard Patrick y Chris Vrenna, junto con el baterista invitado Martin Atkins tocando en una jaula.

## Interpretaciones en vivo
La canción ha sido el tema de cierre para muchos de los shows de NIN o el último tema antes de los bises o extras (si éstos tenía lugar). Existen videos en vivo de "Head Like a Hole" en los DVD And All That Could Have Been y Beside You in Time.
Durante el Lollapalooza '91, Dave Navarro y Eric Avery, miembros de Jane's Addiction, tocaron guitarras en "Head Like a Hole", junto con Gibby Haynes y Ice-T.
Para el mini-tour que NIN realizó en 1996, Nights of Nothing, Richard Patrick regresó brevemente al grupo para tocar la guitarra y cantar "Head Like a Hole" en el Irving Plaza de New York.
El 7 de junio de 2007 Trent Reznor y Peter Murphy tocaron una nueva versión de "Head Like a Hole" para una presentación radial en Atlanta, Georgia.
Lisa Kennedy Montgomery le cantó la canción a Reznor en una ocasión, para ganarle una apuesta de $20. Para expresar el estado evolutivo de sus valores, Reznor dijo en 1997 "no quiero cantar "Head Like a Hole" a los 50 años."

## Sencillo
Head Like a Hole es el tercer lanzamiento oficial de Nine Inch Nails y contiene los remixes de tres canciones de Pretty Hate Machine. Es más largo en duración que el álbum mismo.
En el Reino Unido, se editó una versión del sencillo con tres tracks. Ésta incluye "Head Like a Hole (Opal)", tema que no aparece en la versión norteamericana, y empieza utilizando el comienzo de "Tamborine", de Prince, extraído de su álbum Around the World in a Day; continúa usando un loop de batería sampleado de "Release It", que forma parte de otro disco de Prince, Graffiti Bridge.  El saxofón en "Release It" puede oírse antes de que el loop de batería comience.
"Down in It (Shred)" y "Down in It (Singe)" fueron editados previamente en el simple Down in It. Él último de estos tracks se extiende 18 segundos más.
En el enésimo track -que no aparece listado- se puede oír a Kelly Ripa gritando "Let's hear it for Nine Inch Nails! Woo! They're good!" Se trata de un sample de Dance Party USA, durante una presentación de NIN en ese show.
La versión norteamericana del simple, que contiene 11 tracks, fue reeditada recientemente, con un nuevo packaging. Esta versión también fue lanzada en el Reino Unido.

### Ediciones
- TVT Records TVT 2614 - Vinilo de 12" (EE. UU.)
- TVT Records TVT 2615-2 - CD (EE. UU.)
- Island Records 12 IS 484 878 893-1 - Vinilo de 12" (Reino Unido)
- Island Records CID 482 878 893-2 - CD (Reino Unido)

### Listado de temas

#### Versión norteamericana
1. «Head Like a Hole» (Slate) (remixada por Trent Reznor, Flood) - 4:13
2. «Head Like a Hole» (Clay) (remixada por Keith LeBlanc) - 4:30
3. «Terrible Lie» (Sympathetic Mix) (remixada por Reznor, Flood) - 4:26
4. «Head Like a Hole» (Copper) (remixada por Reznor, Flood) - 6:26
5. «You Know Who You Are» (remixada por Reznor, Flood) - 5:40
6. «Head Like a Hole» (Soil) (remixada por Reznor, Flood) - 6:38
7. «Terrible Lie» (Empathetic Mix) (remixada por Reznor, Flood) - 6:11
8. «Down in It» (Shred) (remixada por Adrian Sherwood, LeBlanc) - 6:51
9. «Down in It» (Singe) (remixada por Sherwood, LeBlanc) - 7:21
10. «Down in It» (Demo) (remixado por Reznor) - 3:55
11. (track fuera de lista) - 0:04

#### Versión británica
1. «Head Like a Hole» (Clay) (remixada por LeBlanc) - 4:30
2. «Head Like a Hole» (Copper) (remixada por Reznor, Flood) - 6:26
3. «Head Like a Hole» (Opal) (remixada por Reznor, Flood) - 5:18

- Por error, el track 1 está listado en el CD como "Head Like a Hole (slate)".

## Versiones
- Devo, Eric Gorfain, Peter Murphy, Lullacry, Most Precious Blood, Raymond Watts (PIG), y Honest Bob and the Factory-to-Dealer Incentives han hecho versiones de "Head Like a Hole".
- Darren Hayes tocó parte de esta canción durante un remix en vivo del simple de Savage Garden "Break Me Shake Me".
- El grupo de hard rock Buckcherry versionó la canción en 2018 como sencillo.[6]
- También fue versionada por Showbread. El cantante de esta banda, Joshua Stephen Porter, es un fan autoproclamado de NIN.
- AFI grabó el tema en 2004 (Originalmtente para la banda sonora del videojuego Grand Theft Auto: San Andreas aunque al final esta se descartó se incluyó una versión final como bonus track para la recopilación de grandes éxitos de la banda sonora del videojuego y también para la versión británica de su disco Decemberunderground (2006).
- Korn anunció que su versión aparecería en la compilación Korn Kovers, con una posible participación de Chester Bennington.
- El grupo de metalcore Still Remains editó un cover de la canción el compilado "High Voltage" de 2006, editado por Kerrang!.
- En el año 2019 la cantante Miley Cyrus editó esta canción con el nombre On a Roll.